# Moyes Corrie
Moyes Corrie ist ein nach Südwesten ausgerichteter Bergkessel auf Signy Island im Archipel der Südlichen Orkneyinseln. Er liegt zwischen der Hydrurga Cove und dem Moyes Point oberhalb des Fyr Channel.
Der Falkland Islands Dependencies Survey nahm zwischen 1947 und 1950 Vermessungen vor. Luftaufnahmen entstanden 1968 durch die Royal Navy. Das UK Antarctic Place-Names Committee benannte es 2004 in Anlehnung an die Benennung der benachbarten Landspitze. Deren Namensgeber ist William Moyes (1887–1950), Repräsentant der britischen Regierung auf Signy Island von 1912 bis 1913.